# Prosthechea sessiliflora
Prosthechea sessiliflora är en orkidéart som först beskrevs av Gustavo Gustaf Edwall, och fick sitt nu gällande namn av Wesley Ervin Higgins. Prosthechea sessiliflora ingår i släktet Prosthechea och familjen orkidéer. Inga underarter finns listade i Catalogue of Life.